# 高保利
高保利（1976年9月13日—2021年2月24日），男，山西灵丘人，中国男高音歌唱家，原生态歌手，在中国内地被称为“山西民歌王”、“西部歌王”。

## 人物经历
1976年9月出生于山西省灵丘县的农民家庭，后进入灵丘县罗罗腔剧团学习。
2005年，凭借原创歌曲《仰望平型关》在中国内地走红。
2006年，被有“歌坛伯乐”之称的著名歌唱家王昆收为关门弟子。
2008年，当选为中国山西省大同市政协委员和人大代表。
2021年2月24日，车祸遇难。歌手龚琳娜、王凯等发文悼念。

## 作品
| 天蓝蓝             | 吉祥安康     | 东山上点灯西山上明 | 山丹丹开花红艳艳   |
| 赶牲灵             | 桃花红杏花白 | 圪梁梁             | 想亲亲想在心眼眼上 |
| 翻身道情           | 溜溜的情歌   | 天蓝蓝（伴奏）     | 吉祥安康（伴奏）   |
| 溜溜的情歌（伴奏） |              |                    |                    |

- 《东方红》（2011.7）
- 《高楼万丈》（2018.4）
- 《那就是我的故乡》（2020.1）
- 《公正之心》（2020.7）[7]